# Aaron Olsen
Pour les articles homonymes, voir Olsen.
Aaron Olsen est un coureur cycliste américain né le 11 janvier 1978 à Eugene.

## Biographie
Il a notamment été membre des équipes Saunier Duval-Prodir et T-Mobile, avec lesquelles il a disputé deux fois le Giro.

## Palmarès
- 2000
  - 3e du championnat des États-Unis sur route espoirs
- 2003
  - Valley of the Sun Stage Race
  - Chicago Grand Prix
  - 7e étape de l'International Cycling Classic
- 2004
  - 6e étape du Tour de Beauce
  - 5e étape du Tour de Toona
- 2005
  - 2e du Nature Valley Grand Prix
- 2008
  - Tour de Nez

## Résultats sur les grands tours

### Tour d'Italie
2 participations
- 2006 : 148e
- 2007 : 137e